# シルヴァーノ・ドルバ
シルヴァーノ・ドルバ（伊: Silvano d'Orba）は、イタリア共和国ピエモンテ州アレッサンドリア県にある、人口約1,900人の基礎自治体（コムーネ）。

## 地理

### 位置・広がり
| 隣接するコムーネは以下の通り。 - カプリアータ・ドルバ - カステッレット・ドルバ - レルマ - オヴァーダ - ロッカ・グリマルダ - タリオーロ・モンフェッラート |

## 行政

### 分離集落
シルヴァーノ・ドルバには、以下の分離集落（フラツィオーネ）がある。
- Bacchetti, Bessica, Bolla, Bordini, Caraffa, Castagnola, Guastarina, Milanesi, Pagliaccia, Pagliara, Passada, Pianterasso, Pieve, Prieto, Ravino, Setteventi, Valle Cochi, Villa, Volpreto, Merli